# Pistolet Colt Commander
Colt Commander – amerykański pistolet samopowtarzalny, wersja pistoletu Colt M1911 wyposażona w skróconą lufę.

## Historia
Podczas II wojny światowej przepisową bronią krótką żołnierzy piechoty był pistolet Colt M1911A1. po wojnie wielu byłych żołnierzy kupowało ten pistolet jako broń prywatną, ale jego wadą były duże wymiary oraz masa utrudniające skryte przenoszenie. W 1948 roku Colt rozpoczął produkcję pistoletu Colt Commander. Nowy pistolet przy zachowaniu zasady działania Colta M1911 posiadał szkielet wykonany ze stopu lekkiego oraz skróconą lufę i zamek. Pistolet oferowany był w wersjach kalibru .45 ACP, .38 Super, 9 mm Parabellum, a przez krótki czas także 7,65 mm Parabellum.
W 1970 roku ofertę uzupełniono o wersję Combat Commander posiadającą szkielet ze stali nierdzewnej. Wersję ze szkieletem ze stopu lekkiego nazywano od 1970 roku Lightweight Commander. W 1972 roku zmieniono stop, z którego wykonywano Lightweight Commandera, oraz wprowadzono do oferty nowe magazynki o pojemności 8 naboi (zamienne ze starymi).
W następnych latach powstały kolejne wersje Commandera takie jak:
- Commanding Officer
- Gold Cup Commander (z regulowanym celownikiem)
- Target Combat Commander
- Double Eagle Combat Commander – wersja pistoletu Colt Double Eagle

W 2000 roku ofertę Colta ograniczono. Od tego roku produkowane są tylko dwie wersje tego pistoletu, oparte na konstrukcji pistoletu Colt M1991A1:
- Model O4691 Commander – wersja ze stali nierdzewnej.
- Model O4091U Commander Stainless (Combat) – wersja ze stali nierdzewnej.

## Opis
Colt Commander jest bronią samopowtarzalną. Zasada działania oparta na krótkim odrzucie lufy, zamek ryglowany przez przekoszenie lufy. Połączenie lufy z zamkiem w położeniu zaryglowanym zapewniają dwa występy ryglowe wchodzące w wyżłobienia w zamku. Odryglowanie zapewnia ruchomy łącznik.
Mechanizm spustowy bez samonapinania z kurkowym mechanizmem uderzeniowym (kurek szkieletowy). Skrzydełko bezpiecznika znajduje się na szkielecie po lewej stronie. Pistolet wyposażony jest w automatyczny bezpiecznik chwytowy.
Colt Commander jest zasilany z wymiennego, jednorzędowego magazynka pudełkowego o pojemności 7 naboi, umieszczonego w chwycie. Zatrzask magazynka po lewej stronie chwytu pistoletowego.
Lufa gwintowana.
Przyrządy celownicze stałe (muszka i szczerbinka). Pistolet wykonany jest ze stopu lekkiego (szkielet wersji Lightweight) i stali (zamek, szkielet wersji Combat). Okładki chwytu drewniane